# The Open House
The Open House is een Amerikaanse horrorfilm geschreven en geregisseerd door Matt Angel en Suzanne Coote. De hoofdrollen worden gespeeld door Dylan Minnette, Piercey Dalton, Sharif Atkins, Patricia Bethune en Aaron Abrams. De film werd uitgebracht op Netflix op 19 januari 2018.

## Cast
| Acteur           | Rol            | Opmerking     |
| ---------------- | -------------- | ------------- |
| Dylan Minnette   | Logan Wallace  | Naomi's zoon  |
| Piercey Dalton   | Naomi Wallace, | Logans moeder |
| Sharif Atkins    | Chris          |               |
| Patricia Bethune | Martha         |               |
| Aaron Abrams     | Brian Wallace  | Logans vader  |
| Edward Olson     | indringer      |               |

## Vrijgeven
De film werd uitgebracht op Netflix op 19 januari 2018.